# الفنا
الفنا (به پرتغالی: Alfena) یک سکونتگاه مسکونی در پرتغال است که در والونگو واقع شده‌است.

## خصوصیات
الفنا ۱۵٬۲۱۱ نفر جمعیت دارد.